# Batrachognat
Batrachognat (Batrachognathus volans) – pterozaur z rodziny anurognatów (Anurognathidae).
Żył w epoce późnej jury (ok. 150–145 mln lat temu) na terenach Azji. Długość ciała ok. 20 cm, rozpiętość skrzydeł ok. 50–80 cm, masa ok. 150 g. Jego szczątki znaleziono w Kazachstanie (w górach Tienszan).
Był spokrewniony z anurognatem, lecz był nieco od niego większy. Miał dużą rozpiętość skrzydeł w stosunku do wielkości ciała. Prawdopodobnie odżywiał się niewielkimi owadami latającymi, które chwytał podczas lotu.